# Stazione di Namdong Induspark
La stazione di Namdong Induspark (남동인더스파크, 南洞産業團地, Namdong Indeoseupakeu-yeok/Namdong sannyeom danji-yeok) è una stazione ferroviaria della città sudcoreana di Incheon, situata nel quartiere di Namdong-gu. La stazione è servita dalla linea Suin gestita da Korail, e si trova nell'area industriale di Namdong Industrial Park.

## Linee e servizi
Korail
■ Linea Suin  (Codice: K256)

## Binari
La stazione possiede due marciapiedi a isola con quattro binari passanti in su viadotto. I marciapiedi sono collegati al fabbricato viaggiatori situato al piano inferiore con scale fisse, mobili e ascensori.

### Schema binari
| 1-2 | ■ Linea Suin | per Woninjae, Songdo e Incheon |
| 3-4 | ■ Linea Suin | per Wolgot e Oido              |

## Stazioni adiacenti
| «           | Servizio   | »             |
| Linea Suin  | Linea Suin | Linea Suin    |
| ----------- | ---------- | ------------- |
| K255 Hogupo | Locale     | Woninjae K257 |